# Stadsarkitekter i Norrköping
År 1842 var Norrköping den tredje staden i Sverige som anställde en stadsarkitekt, efter Stockholm 1661 och Göteborg 1775. Carl Theodor Malm hade sökt tjänsten redan 1839, men då han inte fick detta arbete genast, ägnade han sig till att börja med åt andra projekt i staden, som snusfabrikören och industrimannen John Swartz residens vid Järnbron. 
Carl Theodor Malm var verksam som arkitekt fram till 1885. Denna expansiva tid för staden kom framför allt att utmärkas av uppförande av skolor, industribyggnader och offentliga byggnader. Carl Theodor Malm kom att sätta sin prägel på innerstadens bebyggelse.

## Ej komplett lista över stadsarkitekter i Norrköping
| Nr | Namn                     | År                       | Porträtt | Exempel på byggnad |                             |
| -- | ------------------------ | ------------------------ | -------- | ------------------ | --------------------------- |
| 1  | Carl Theodor Malm        | 1842-1885                |          |                    | Berzeliusskolan             |
| 2  | Carl Theodor Glosemeyer  | 1885-1886                |          |                    | Gamla tullhuset, Norrköping |
| 3  | Karl Flodin              | 1886-1928                |          |                    | Sankt Johannes kyrka        |
| 4  | Björn Lönegren           | 1924-1925 tillförordnand |          |                    | Karlshovsskolan             |
| 5  | Kurt von Schmalensee     | 1929-1961                |          |                    | Norrköpings konstmuseum     |
| 6  | Hans-Erik Ljungberg      | 1961-1970                |          |                    |                             |
| 7  | Sven Tynelius            | 1971-1978                |          |                    |                             |
| 8  | Lennart Bergentz         | -1988                    |          |                    |                             |
| 9  | Måns Hagberg             | 1988-                    |          |                    |                             |
|    | Karin Milles (född 1967) | 2013-                    |          |                    |                             |